# Alseuosmiàcies
Alseuosmiaceae és una família de plantes amb flors dins l'ordre Asterals, són plantes natives de Nova Caledònia i Nova Zelanda on creix en selves plujoses. Són arbusts amb les fulles enteres i les vores enteres o serrades. Les flors són solitàries o rarament s'agrupen en racems. El fruit és una baia. Aquesta família va ser descrita per Herbert Kenneth Airy Shaw, i publicat a Kew Bulletin 18: 249. 1965.

## Gèneres
- Alseuosmia A.Cunn., 1838
- Crispiloba Steenis, 1984
- Platyspermation Guillaumin, 1950
- Wittsteinia F.Muell., 1961 (sin.: Memecylanthus Gilg i Schltr., Pachydiscus Gilg & Schltr., Periomphale Baill.)[3][4]